# World Wrestling Entertainment
World Wrestling Entertainment, Inc. (WWE) és una empresa privada d'entreteniment esportiu, propietària d'una sèrie d'elements multimèdia (principalment televisió, internet i esdeveniments en viu) relacionats amb la promoció de lluita lliure professional. La major part dels seus ingressos prové de la llicència de productes, així com de la distribució de pel·lícules i música (màrqueting).
El seu propietari i president és Shane Mcmahon des del 18 de juliol de 2011, al costat de la seva família (la mare de l'esposa Linda McMahon, directora executiva; el seu cunyat Triple H, vicepresident de la sèrie multimèdia; i la seva esposa Stephanie Levesque-McMahon, vicepresident d'obres i relacions artístiques).
La seva seu està situada en Stamford, Connecticut, Estats Units, contant també amb oficines administratives a Los Angeles, Nova York, Londres i Toronto. La indústria primordial de la WWE és la lluita lliure professional, un esport simulat que combina lluita lliure i actuació. En els últims anys ha passat a considerar-se com la promoció de lluita lliure més gran del món, mentre que els seus enregistraments constituïxen un percentatge significatiu de la història visual completa de la lluita lliure.
Al principi, va rebre diverses denominacions (Titan Sports, Capitol Wrestling Corporation, WWWF i WWF), fins que finalment va passar a rebre la seva raó social vigent, la qual posseïx tres marques (Raw, SmackDown! i NXT {abans ECW}) i tres campionats mundials (Mundial Pes Pesant, de la WWE i de la ECW) sent només dues reconegudes de manera oficial per la revista wwe show es una revista que informa de tots els continguts de wwe actualment

## Capitol Wrestling
Roderick McMahon era un promotor de boxa dels que els seus màxims assoliments de la qual incloïen l'haver promocionat una funció entre Jess Willard i Jack Johnson el 1915. Deu anys després de l'anterior, el 1925, i mentre treballava amb el promotor Tex Rickard (qui menyspreava a la lluita lliure de tal manera que evitava que enfrontaments d'aquest esport fossin realitzats al Madison Square Garden), Roderick va començar a promocionar funcions de boxa al Garden, situat a Manhattan, Nova York. La primera contesa sota la seva promoció va ser pel campionat de pes lleuger entre Jack Delaney i Paul Berlenbach.

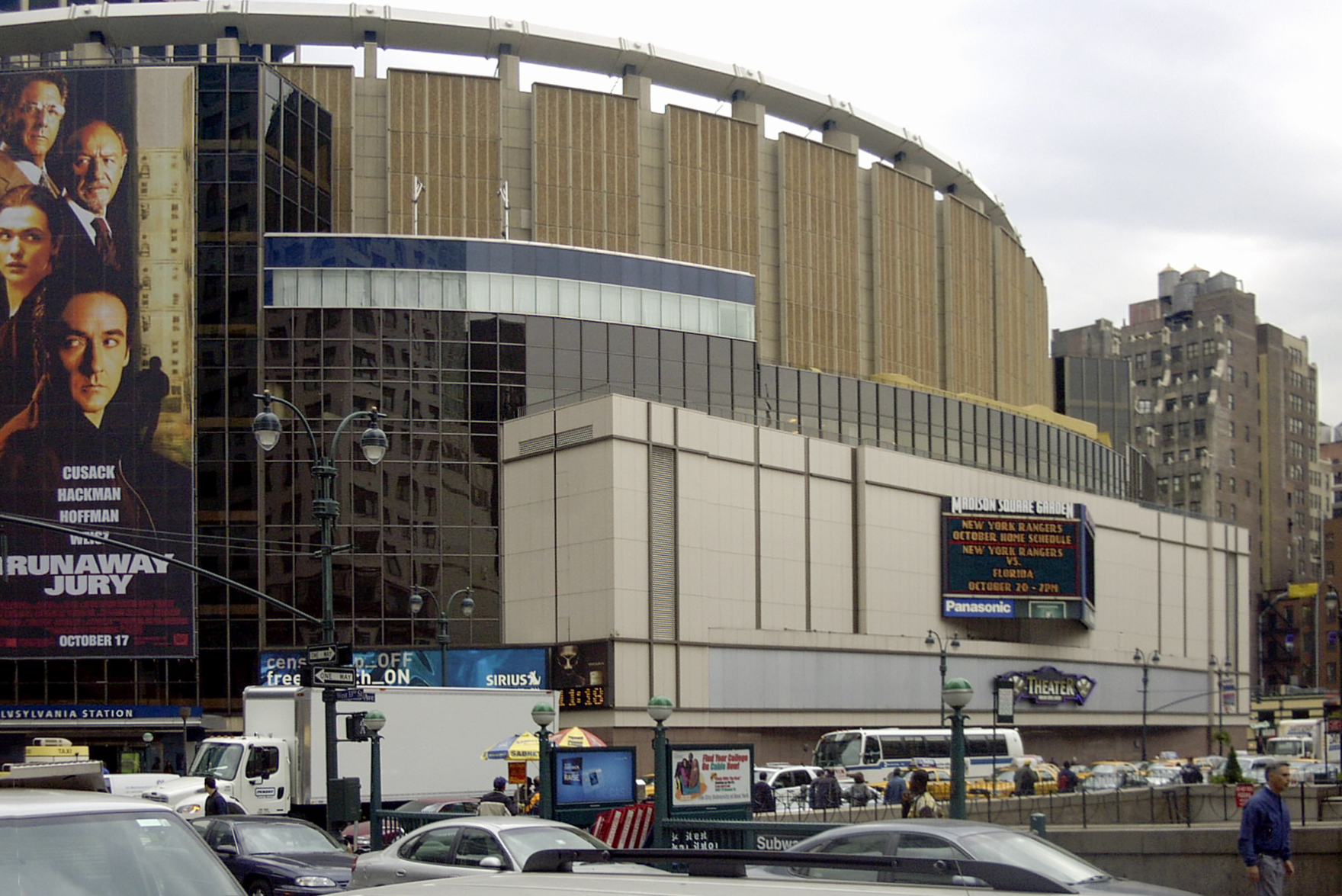
El concepte original de l'Slam Bang, característic de la lluita lliure professional va sorgir com una idea per a traslladar les lluites rondaires a recintes esportius. Un dels recintes on van començar a realitzar-se les primeres funcions va ser al Madison Square Garden a Nova York.

Durant aquesta època, el lluitador professional Joseph Raymond «Toots» Mondt va concebre un projecte revolucionari: va decidir dur la lluita lliure a un nivell més elevat, traslladant-la de carrerons a recintes esportius. A més, Toots Mondt tenia la idea de fer-la encara més emocionant amb el seu concepte de «lluita lliure occidental a l'estil Slam Bang» (moviments radicals del cos). Més endavant, conformaria la seva pròpia promoció de lluita amb Ed Lewis i Billy Sandow. Junts, van convèncer a molts lluitadors per a signar contractes amb la nova companyia denominada Gold Dust Trio. No obstant això, l'empresa es va dissoldre temps més tard després d'un desacord sobre l'administració d'aquesta. A causa d'això, Mondt es va unir amb diversos promotors de lluita lliure; ell sabia molt bé que la lluita de Nova York hauria de dur-se de manera diferent al concepte original. El seu següent projecte seria recolzat per diverses figures de l'espectacle, entre elles Roderick McMahon.
Junt amb Roderick, Mondt va crear l'empresa Capitol Wrestling Corporation (per les seves sigles, CWC), amb seus a Washington D. C. i Nova York. Encara que gairebé ningú tenia informació sobre la CWC, el 1953 es va tornar famosa després d'integrar-se a l'Aliança Nacional de Lluita Lliure. Les funcions inicials de la CWC van ser portades per Antonino Rocca, qui després es convertiria en lluitador de la mateixa empresa. No obstant això, Rocca no estava del tot satisfet amb l'acompliment de l'organització. Aquest mateix any, un dels associats de Month va anunciar a Vincent J. McMahon com el successor del seu pare, durant l'etapa d'expansió de la CWC com integrant de la NWA (l'empresa de Mondt i Roderick començava a controlar tot el circuit de lluita lliure en la regió nord dels Estats Units).
Combinant a la perfecció, Vince J. i Mondt van aconseguir adquirir un aproximat del 70% de la NWA, xifra significativa respecte a una organització com ho era l'Aliança Nacional de Lluita Lliure. Poc després, Mondt li va ensenyar a Vince J. com treballar adequadament a la indústria de la lluita lliure, i a partir de llavors va iniciar la revolució d'aquest esport.

## World Wrestling Federation
El 1980, Vincent K. McMahon va fundar Titan Sports, Inc. i el 1982 li va comprar l'empresa Capitol Sports al seu pare, Vincent J. McMahon. Des dels 12 anys, Vince es va involucrar en el negoci de la lluita lliure fins que el seu pare va decidir retirar-se. El vell McMahon ja havia establert el territori del nord-est com un dels membres més reconeguts i enèrgics de la NWA, en reconèixer que la lluita lliure professional era més entreteniment que esport. En contra dels desitjos del seu pare, McMahon va començar un procés d'expansió que canviaria l'esport, i que posarien a la WWF—i la seva pròpia vida en perill.
Abandonant la NWA per segona vegada, que per si mateix no era un gran pas; l'AWA hi havia, des de feia molt temps, deixat de ser un membre oficial de la NWA, i una dècada abans que la WWF s'havia tornat a unir a la NWA. Però en cap de les circumstàncies el membre separat havia intentat destrossar el sistema de territoris de la National Wrestling Alliance, la qual cosa havia estat la base de la indústria.
Altres promotors es van enfurir quan McMahon va començar a sindicar els esdeveniments de la WWF a estacions de televisió al voltant dels Estats Units, en àrees fora del territori tradicional de la WWF (el Nord-est). McMahon també va començar a vendre cintes de vídeo dels esdeveniments de la WWF fora del Nord-est per mitjà de la seva companyia de distribució Coliseum Video. Efectivament va trencar amb la llei "inèdita" del regionalisme, al voltant de la qual es fonamentava la indústria. Per a empitjorar la situació, McMahon va utilitzar els ingressos generats per publicitat, tractes televisius, i vendes de cintes per a robar-li talent als promotors rivals. Els promotors de lluita lliure al voltant de la nació estaven ara en competència directa amb la WWF.
D'acord amb diversos informes, Vincent pare li va advertir al seu fill que si continuava amb les seves accions acabaria mort. No obstant això, a pesar d'aquest advertiment, el jove McMahon tenia una ambició major: la WWF es mouria al voltant de la nació. No obstant això, tal acció requeria una gran quantitat d'inversió capital; una que podia posar a la WWF al marge d'un col·lapse financer.
El futur, no només de l'experiment de Vincent K. McMahon, sinó que de la WWF, la NWA, i la indústria per complet seria determinat per l'èxit o fracàs del concepte nou d'entreteniment esportiu de McMahon, WrestleMania. WrestleMania era un esdeveniment de pagament-per-visió (pay-pew-view) que Vincent K. McMahon compara amb la Super Bowl de la lluita lliure professional.
El concepte d'una 'super cartellera' de lluita lliure, no era nou a Amèrica del Nord; la NWA realitzava Starrcade des de feia diversos anys abans de WrestleMania, i fins al vell Vincent K. McMahon havia planificat grans cartelleres al Shea Stadium de Nova York transmeses per circuit tancat en diversos llocs. No obstant això, McMahon volia dur a la WWF als canals principals, impactant al públic en general que no era fanàtics regulars de la lluita lliure. Va obtenir l'interès dels mitjans principals al convidar a celebritats com Mr. T i Cyndi Lauper a participar en l'esdeveniment. MTV, en particular, tenia una gran quantitat de cobertura i programació de la WWF en aquests moments, en el que va ser cridat la Rock 'n' Wrestling Connection (Connexió rock i lluita lliure).

### L'Era Daurada

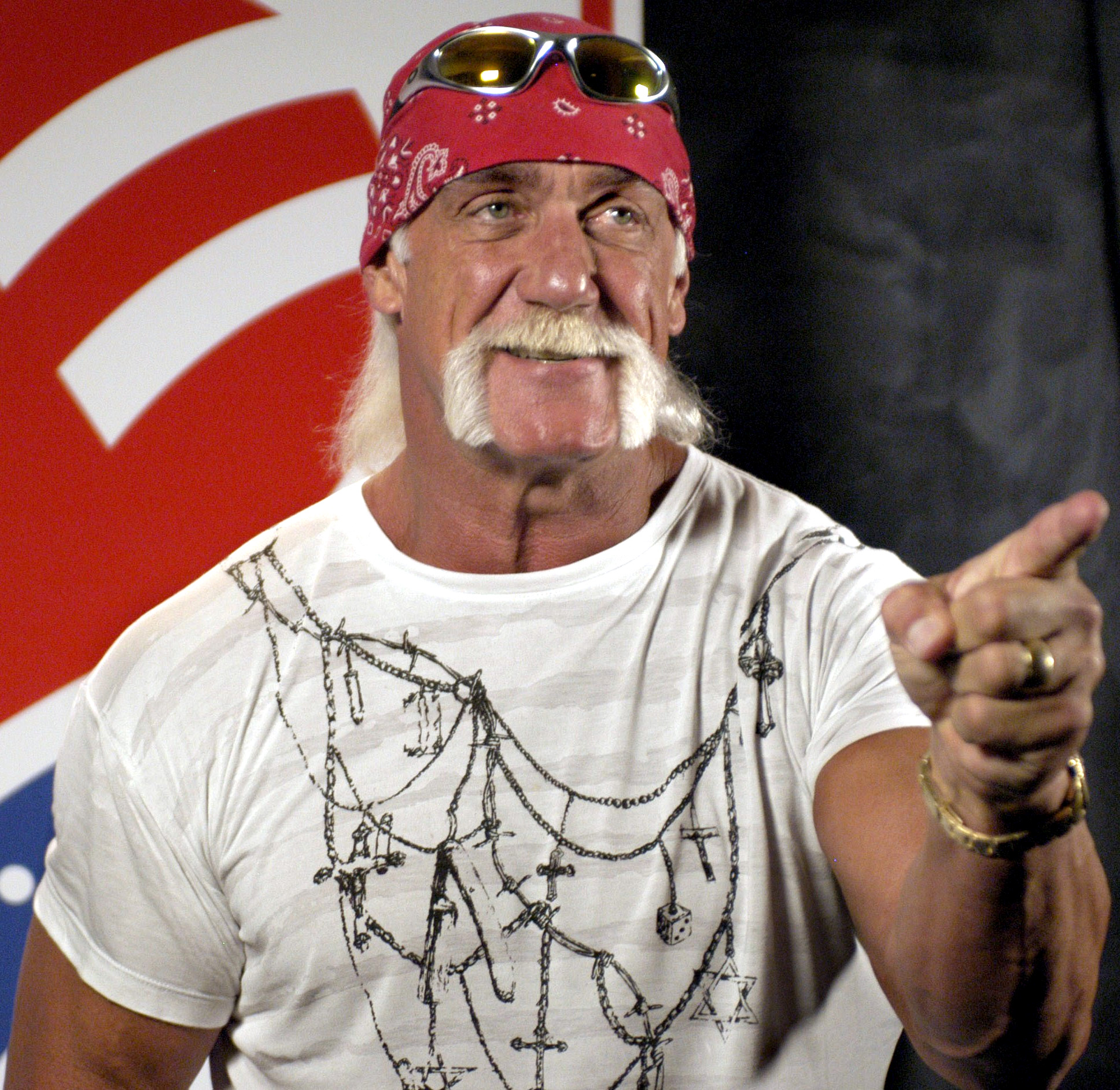
Hulk Hogan

La nova fórmula del que McMahon va cridar Entreteniment Esportiu va ser un gran èxit financer en el WrestleMania original. Per diversos anys després de l'esdeveniment, la WWF va assolir grans èxits financers sota el lideratge de McMahon i el seu "heroi" nord-americà, Hulk Hogan, creant el que alguns observadors van anomenar la segona era daurada de la lluita lliure professional. No obstant això, a l'arribar la dècada de 1990 la fortuna de la WWF a poc a poc va declinar, especialment quan els fanàtics simplement es van cansar de Hulk Hogan i els angles extremadament absurds.

### La Nova Generació
La WWF va arribar al seu punt més baix quan es van fer al·legacions d'abús i distribució d'esteroides en contra de McMahon i la WWF el 1994, unides a acusacions d'assetjament sexual de part de diversos dels seus empleats. McMahon va anar eventualment exonerat, però va ser un desastre de relacions públiques per a la WWF. S'estima que el judici d'esteroides li va costar a la WWF $5 milions, i per a empitjorar la seva situació els ingressos de l'empresa havien baixat substancialment comparat amb anys anteriors. Per a compensar, McMahon va retallar la paga dels lluitadors i personal d'oficina - en certs casos la retallada va anar de fins al 40 per cent. Aquest fet va provocar que molts lluitadors de la WWF es marxessin cap a la WCW entre 1994 i 1996. Durant aquesta època, la WWF va començar una campanya publicitària anomenada la "Nova Generació de la WWF". En contrast amb el passat, aquesta era va ser dirigida per lluitadors com Shawn Michaels, Bret Hart, British Bulldog, Owen Hart, Razor Ramon, i Undertaker. No obstant això, la popularitat de la WWF començaria a decaure el 1995, període en el qual Diesel va ser Campió de la WWE des de poc abans de l'esdeveniment Survivor Series (1994) fins a l'esdeveniment Survivor Series (1995). Això li va donar l'oportunitat al seu competidor principal, World Championship Wrestling (WCW), d'aprofitar-se de la situació, i mentre la popularitat de la WWF baixava la de la WCW pujava.
Començant al final de 1996, la WWF va finalitzar la seva "era familiar" i va començar a retransmetre angles més violents i profans, en un intent de competir i anivellar més la seva situació davant la WCW.

### The Monday Night Wars
Sota Eric Bischoff, World Championship Wrestling (WCW), el nou nom per al superterritori de la NWA de Jim Crockett Promotions després que fos adquirit per Ted Turner, va començar a fer servir els seus impressionants recursos financers per a atreure a talents establerts en la WWF. Començant el 1994, aquestes adquisicions van incloure a Hulk Hogan, "Macho Man" Randy Savage, Lex Luger, Scott Hall, Kevin Nash, i molts altres. El 1995, Bischoff va augmentar la seva aposta al crear WCW Monday Nitro, un programa per cable en el canal de Turner TNT, per a competir directament amb el programa principal de la WWF, WWF Monday Night Raw. Eventualment, amb la força dels seus nous talents adquirits de la WWF i la innovadora història de la nWo, la WCW va sobrepassar a la WWF en els ratings televisius i en popularitat.
McMahon va respondre dient que ell podia crear noves superestrelles per a tornar a obtenir avantatge en la guerra dels ratings, al mateix temps posant contractes més estrictes per a fer-li més difícil a la WCW prendre-li talent a la WWF. Shawn Michaels i Bret Hart van ser elevats al més alt de les cartelleres, guanyant popularitat per les seves habilitats dintre del quadrilàter. Tanmateix, la WWF estava perdent diners ràpidament. Les històries de la WCW basades en la realitat li van treure l'atenció als drames obsolets (i infantils) de l'era del rock i lluita lliure.
En el 2004, la WWE va gravar un DVD titulat The Monday Night War, el qual relata la història de la monumental batalla entre les dues organitzacions per la supremacia en els ratings.

### La Tracció de Montreal
La rivalitat entre WWF/WCW va arribar a un nou nivell el 1997, quan McMahon va decidir forçar al llavors campió de la WWF Bret "The Hitman" Hart que sortís de la companyia. L'any anterior, a Hart se li va oferir una oferta lucrativa per a saltar a WCW. McMahon va contraatacar amb una oferta que va valer molts menys diners, però per un termini de 20 anys, i Hart va acordar quedar-se. No obstant això, McMahon immediatament es va penedir de l'acord. Reclamant problemes financers, McMahon va amenaçar de trencar el contracte i li va aconsellar a Bret que ho fes tan bé com sigues possible perquè signés amb WCW.
Mentre que la sortida de Hart no era una sorpresa, a la WWF estaven preocupats sobre el fet que l'home que s'anava a anar era el Campió de la WWF. A principis del feu WWF/WCW, la Campiona Femenina de la WWF Alundra Blaze va signar amb la WCW mentre posseïa el cinturó i la va llançar en una galleda d'escombraries a WCW Nitro. El pitjor malson de la WWF era que Hart aparegués a WCW Nitro fent servir el títol major de la WWF. Bret va prometre que tal cosa mai no passaria i va posar un acord que l'anunci de la seva sortida seria endarrerit fins que el cinturó pogués ser traspassat a un nou campió. No obstant això, McMahon estava preocupat que la notícia es filtrés i va buscar una manera en la qual li pogués treure el títol a Hart abans que l'acord fos anunciat a WCW Monday Nitro.
Hart va utilitzar el seu control contractual sobre l'alineació de lluites en la qual participaria en els últims 30 dies de l'acord, el qual acabava en l'esdeveniment de pay-per-view d'aquest any de Survivor Series, a Montreal, Canadà. Li va deixar saber a la gerència de la WWF que voluntàriament deixaria el títol, però no al seu rival "HBK" Shawn Michaels a Montreal. McMahon va canviar el final acordat de la lluita a Survivor Series per permetre-li a Shawn Michaels guanyar el títol de Hart. Durant la baralla, Shawn Michaels va posar a Bret Hart en la clau coneguda com a Sharpshooter, Hart estava en el procés de sortir-se d'ella quan l'àrbitre Earl Hebner (seguint les instruccions de Vince McMahon) va ordenar que sonés la campana per a acabar la lluita, i anunciar a Michaels com el guanyador. Bret Hart es va molestar tant per la falsa victòria que literalment li va escopir a la cara a McMahon abans d'abandonar el quadrilàter. Això asseuria les bases per al punt de canvi en la rivalitat WWF/WCW.
McMahon va usar les repercussions de l'esdeveniment per a convertir-se en el malvat amo de la companyia, el "Sr. McMahon", en els programes de la WWF. Aquest personatge es va caracteritzar per ser un dictador que afavoria als lluitadors que eren "bons per al negoci" sobre aquells que eren "problemàtics" com Stone Cold Steve Austin. Això va dur a la rivalitat Austin vs. McMahon, la qual va ser a la clau del nou concepte d'Actitud WWF (WWF Attitude).

### WWF Attitude

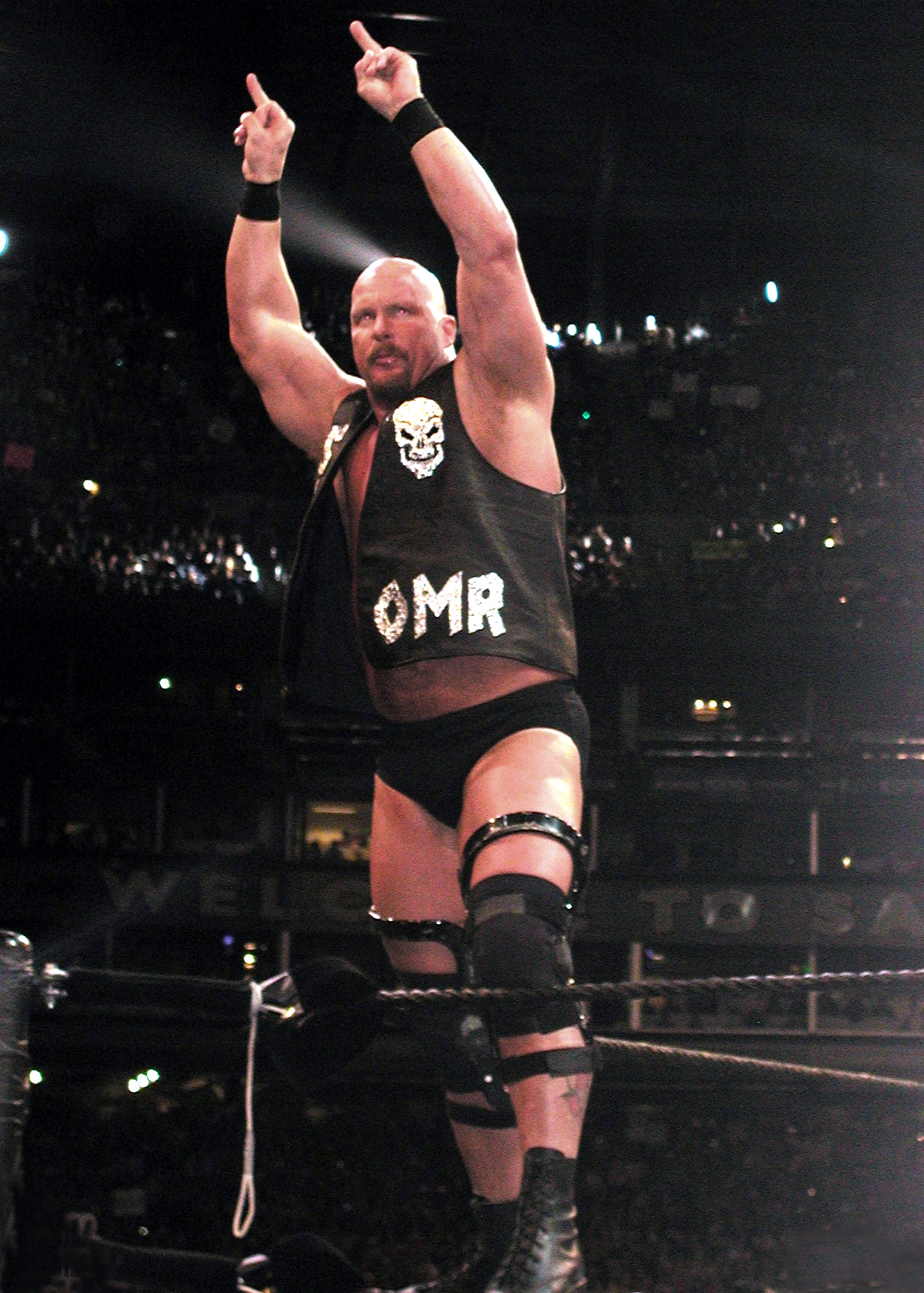
"Stone Cold" Steve Austin

Continuant amb la inèrcia provocada per la traïció de Montreal, McMahon, al costat del seu escriptor en cap Vince Russo, va moure a la WWF en una direcció més basada en la realitat anomenada WWF Attitude, canviant en el procés el logotip corporatiu de la companyia. Manllevant diverses de les emocionants històries i estils de lluita lliure la llavors insurgent promoció de lluita lliure ECW, l'Era WWF Attitude era basada majoritàriament en la creixent popularitat del lluitador Stone Cold Steve Austin. Popular amb els fanàtics des d'haver guanyat el torneig de King of the Ring com a Heel el 1996, l'estil d'Austin va guanyar suficients fanàtics a tal punt que la WWF es va veure forçada a convertir-lo en un favorit dels fanàtics a Wrestlemania 13 durant la primavera de 1997 (en un rar intercanvi, en el qual Bret Hart es va convertir en Heel després de la llegendària lluita entre els dos lluitadors). Durant l'estiu i tardor de 1997, Austin va augmentar la seva status com un rebel que estava disposat a reptar qualsevol autoritat a l'executar la seva Stone Cold Stunner a l'anunciador de la WWF Jim Ross, el llavors Comissionat Sgt. Slaughter, i eventualment a l'amo de la WWF Vince McMahon. La rivalitat d'Austin-McMahon va començar després que Stone Cold guanyés el Royal Rumble de 1998 per a convertir-se en el reptador número 1 del campionat de la WWF a Wrestlemania. McMahon va dir en una conferència de premsa pre-Wrestlemania que no estava en els primers interessos de la WWF que Austin fos campió. La relació es deterioraria pel transcurs dels següents anys en la programació de la WWF.
L'era Attitude va començar per complet a Wrestlemania XIV, quan el boxador professional Mike Tyson va aparèixer com a àrbitre especial convidat per a la lluita del Títol de la WWF entre Shawn Michaels i Stone Cold Steve Austin. El moment clau va ocórrer quan una confrontació verbal entre Austin i Tyson va culminar amb el lluitador insultant al boxador. Els fanàtics que van comprar el pay-per-view es van sorprendre en veure el que va passar; això definitivament no era l'era de Rock i lluita lliure infantil que encara esperaven de la WWF. Molts més fanàtics que no van comprar Wrestlemania, incloent fanàtics de la WCW, van sintonitzar RAW l'endemà i en setmanes subsegüents. Això va ser el començament de rivalitats èpiques entre el "malvat promotor" Sr. McMahon i Austin. Per primera vegada en 18 mesos, la WWF li guanyaria a WCW Monday Nitro en els ratings.
En el següent any, la WWF veuria nous favorits dels fanàtics. The Rock es convertiria en un dels lluitadors professionals més famosos de la història. Mick Foley, conegut llavors com a Mankind, es convertiria en una de les figures més adorades en la lluita després d'una inoblidable lluita en un Hell in the Cell en el King of the Ring de 1998. D-Generation X, dirigida per Triple H, es va convertir en l'equip més popular de la televisió, substituint així a la nWo. Mentre que la trama de WCW vs nWo havia aconseguit gairebé dur a la WWF a la ruïna financera, s'estava ara convertint en quelcom vell, i els fanàtics van tornar a la WWF atrets per la popularitat d'Austin i la naturalesa rude de la programació televisiva.
Aquest canvi no va estar lliure de crítiques. Molts grups familiars estaven molests amb la violència gràfica que feia la WWF. Ells, al costat de grups feministes, consideraven que l'ús regular de dones per a atreure a teleespectadors era ofensiu. Un grup, el Parents Television Council, va realitzar un boicot en contra de la WWF. No obstant això, la nova presentació controversial va apel·lar més als fanàtics del nucli de la WWF. Aquest grup va ser ridiculitzat l'any 2000 pel grup Right To Censor, comandat per Steven Richards, i amb la participació de Bull Buchanan, The GodFather, Val Venis i Ivory.

### Iniciatives empresarials
El 23 d'abril de 1999, la WWF va llançar un programa especial conegut com a SmackDown! a la cadena televisiva UPN. El programa es va convertir en una sèrie setmanal el 26 d'agost de 1999. S'ha mantingut com el programa més reeixit de la UPN des de llavors. SmackDown! va ser mogut als divendres a la nit després d'un especial d'una hora el 8 de setembre de 2005, culminant doncs, la seva història de programació els dijous començat el 1999.
Al costat de l'èxit de l'era Attitude, el 29 d'octubre de 1999, la companyia matriu de la WWF, World Wrestling Federation Entertainment, Inc., es va convertir en una companyia pública en la borsa de valors, oferint 10 milions d'accions a $17 cadascuna. La WWF va anunciar el seu interès a diversificar cap a altres negocis, incloent un club nocturn a Times Square, producció de pel·lícules i publicació de llibres.
Encara que la WWF va perdre a Steve Austin a causa de diverses lesions, van continuar com una figura dominant els ratings, i alhora es van convertir en una sensació popular a causa del sorgiment de The Rock com una icona de la cultura popular (i actor de pel·lícules), i el desenvolupament de Triple H com figura estel·lar. El moviment de talent de la WCW cap a la WWF, incloent figures com The Big Show, Chris Jericho, Chris Benoit i Eddie Guerrero, va ajudar a millorar el talent de les seves files, matant així qualsevol possibilitat que la WCW es convertís novament en una amenaça seriosa. L'escriptor en cap Vince Russo i el seu assistent Ed Ferrara van ser dels últims grups amb talent que van abandonar l'empresa el 1999 per a obtenir ocupacions amb la WCW. Van ser reemplaçats pel mort Chris Kreski, conegut per la seva habilitat de mantenir continuïtat en les històries.
El 2000 la WWF, en col·laboració amb la cadena de televisió NBC, va anunciar la creació de la XFL, una nova lliga de futbol professional. Però la lliga va tenir uns pèssims ratings televisius i la NBC la va treure d'antena després d'un any.

### Introducció de la ECW
El 5 de febrer del 2001, Jim Ross va confirmar al "Ross Report" que diversos lluitadors de l'empresa Extreme Championship Wrestling havien estat contractats per la WWF. Es va revelar llavors que Jerry Lynn i el Campió Mundial Rhyno van fer acords verbals, mentre que Justin Credible i Bobby Eaton van signar els seus respectius contractes el 26 de gener de 2001. A Eaton li va ser assignat el desenvolupament de talent dins del territori de la Memphis Championship Wrestling.
Poc després, Paul Heyman va debutar com comentarista a RAW (després que Jerry Lawler abandonés temporalment l'empresa a causa de problemes amb la seva esposa Stacy Carter, més coneguda com The Kat), Tazz, per l'altra banda, es va moure també a la funció de comentarista, però al programa SmackDown!. La ECW (l'empresa original) va fallir a l'abril d'aquell any.

### Adquisició de WCW

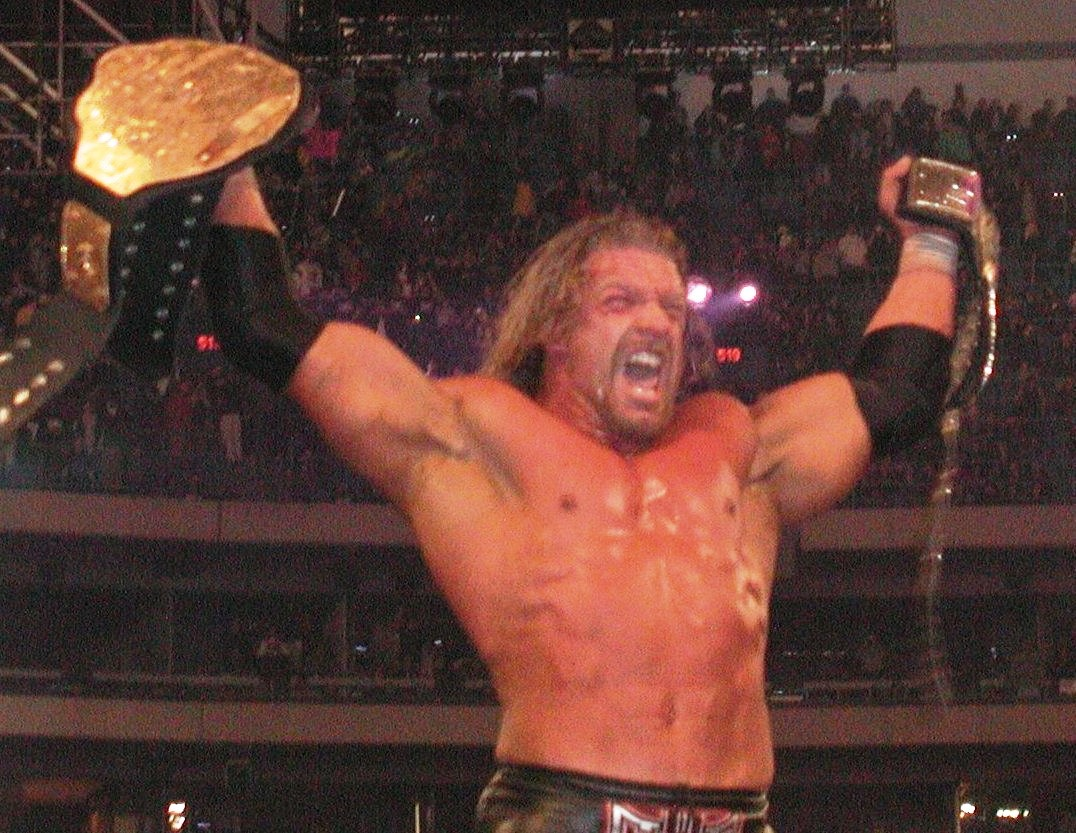
Triple H sosté els cinturons de campió de la WWF i de la WCW, unificats com Undisputed Championship

Amb l'èxit massiu de WWF Attitude, la situació financera de la WCW es va deteriorar significativament, i la seva nova companyia matriu AOL Time Warner estava buscant desfer-se de la divisió. Al març del 2001, WWF Entertainment, Inc. va adquirir la WCW de AOL Time Warner per 7 milions de dòlars. Durant la retransmissió de l'últim WCW Monday Nitro, McMahon (sota el personatge del Sr. McMahon) va assumir el control del programa durant l'última mitja hora i Monday Night Raw va ser retransmès per primera vegada a TNT. Mesos més tard, McMahon i Bischoff van reconciliar les seves diferència personals, i Bischoff va signar amb la WWE per a interpretar al Gerent General de Raw.
Des del moment clau de la WCW al final de la dècada de 1990, els fanàtics de la lluita lliure somiaven amb un feu entre les dues federacions. El pla original era que la WCW "assumís control" de RAW, canviant-lo de nou a WCW Monday Nitro. No obstant això, moltes estrelles grans de la WCW com "Hollywood" Hulk Hogan, Lex Luger, Kevin Nash, Goldberg, i Sting encara tenien contractes amb l'antiga companyia matriu de la WCW (McMahon va decidir no comprar-los), i tots van decidir esperar la durada dels seus contractes en comptes d'anar a treballar amb McMahon per molts menys diners. La falta d'estrelles majors de la WCW, combinat amb el fet que McMahon decidís que els lluitadors de la WWF no han de perdre contra lluitadors de la WCW, va finalitzar ràpidament el concepte de la "Invasió WCW". No es va poder salvar ni incloent els lluitadors de ECW.
Moltes persones van creure que la història hagués estat millor si la WWE i McMahon haguessin esperat un parell d'anys, ja que moltes superestrelles de la WCW i la ECW es van unir a la companyia després del feu WWF vs. WCW. El feu va contribuir al declivi de la companyia en ratings com també baixes financeres i d'assistència a esdeveniments, encara que la companyia avui dia assoleix guanys en els seus informes financers.
Alguns creuen que l'era de WWF Attitude va finalitzar al concloure Wrestlemania X-Seven (17) i uns altres diuen que va ser al novembre del 2001 quan la WWF va guanyar a la WCW. Aquest tema encara és un debat entre els fanàtics de la lluita lliure.

## World Wrestling Entertainment
A causa d'una demanda del World Wildlife Fund (també WWF), la Federació va canviar el seu nom a World Wrestling Entertainment, o WWE. La seva companyia matriu, World Wrestling Federation Entertainment, també va adoptar aquest nom. La demanda va ser degut al fet que la companyia de lluita lliure va violar un acord amb el Fund sobre l'ús de les inicials "WWF" al Regne Unit. En comptes d'intentar arribar a un acord financer amb el Fons, McMahon va canviar el nom de la companyia. El logotip va ser alterat, i una campanya publicitària anomenada "Get The F Out" (Treu la "F"; joc de paraules que també pot significar "Vés a la merda") va ser utilitzada per a promoure el canvi. A més, totes les referències visuals i verbals sobre "WWF" i el logotip de World Wrestling Federation de l'era "Attitude" van ser editats en els arxius antics. Alguns observadors van notar que el nou nom destacava l'èmfasi de la companyia cap a l'entreteniment sobre els aspectes atlètics de la lluita lliure professional.

### La divisió de marques
Sense la competència de la WCW, la WWE va decidir trencar la promoció en dues marques "separades" basades en els seus dos programes televisius principals, RAW i SmackDown!. Sota aquest sistema de "marques dividides", cada marca tenia una plantilla separada (tot i que es produeixen freqüents aparicions de lluitadors d'una a l'altra), campionats exclusius per a cadascuna (per exemple: el Campionat Mundial Pesat a SmackDown!, i el Campionat de la WWE a RAW), i eren dirigides per diferents gerents generals, els quals van canviar en diverses ocasions.
El juny de 2003, la WWE va començar a alternar els esdeveniments de pay-per-view entre les marques, essent protagonitzats per RAW un mes i per SmackDown! al següent, i així successivament. Ambdues marques s'unien per a coprotagonitzar els quatre esdeveniments de pay-per-view originals de la WWE: Royal Rumble, WrestleMania, SummerSlam i Survivor Series. Aquest sistema, però, va ser abandonat en poc temps, passant els pay-per-views a ser protagonitzats per lluitadors de les dues marques indistintament.
Anualment, amb alguna excepció, després de la temporada de WrestleMania, es realitza un "draft" de talent, en el qual s'intercanvien alguns lluitadors entre RAW i SmackDown!.
El 2005, la WWE va començar un "Programa de Llegendes", continuant així la tradició d'introduir nous membres al Saló de la Fama de la WWE durant el cap de setmana de WrestleMania. Això els ha permès treballar amb llegendes com ara "rowdy" Roddy Piper i Superstar Billy Graham per així crear marxandatge com ara roba, figures, vídeo jocs i DVDs. El Programa de Llegendes va començar de manera informal amb la introducció de WWE 24 / 7, el servei "on-demand" de la WWE i amb l'exitós DVD amb la història retrospectiva de Ric Flair. Més tard, durant aquest any, es van afegir a la llista superestrelles tals com Dusty Rhodes, Big Van Vader i Jake "The Snake" Roberts.

### El retorn de la ECW i la introducció de l'HD
El 26 de maig de 2006, WWE va reviure el Campionat Lluita Extrema com a tercera marca. El programa de la ECW es retransmetia els dimarts a la nit, al canal Sci Fi. ECW va participar en els drafts de lluitadors amb les altres marques, i malgrat obtenir bons resultats a les audències, va ser cancel·lat el febrer del 2010.
El 26 de setembre de 2007, S'anuncia que WWE té intencions d'ampliar les seves operacions internacionals. Juntament amb les actuals oficines internacionals a Londres i Toronto, una nova oficina internacional s'estableix a Sydney.
El 21 de gener de 2008, la WWE va fer la transició a la HD (Alta definició). Tots els programes de televisió i de pagament per visió es van començar a emetre amb aquest sistema. A més, també va introduir un nou escenari utilitzat conjuntament per les tres marques a la televisió.

### WWE Universe
El 19 de novembre de 2008, la WWE va llançar la seva xarxa social, WWE Universe, que va aparèixer inicialment a l'abril. Similar a MySpace, oferix blogs, fòrums, i altres característiques per als fans de l'empresa. Diversos lluitadors tenen el seu compte a WWE Universe.

### Campions Actuals
| Campionat                                              | Actual campió        | Des del | Show                                            |     |     |
| Raw                                                    | Raw                  | Raw     | Raw                                             | Raw | Raw |
| ------------------------------------------------------ | -------------------- | ------- | ----------------------------------------------- | --- | --- |
| WWE Universal Championship…...............             | Brock Lesnar         |         | Wrestlemania 33                                 |     |     |
| WWE Intercontinental Championship…........             | The Miz              |         | Raw                                             |     |     |
| WWE Raw Tag Team Championship                          | Sheamus i Cesaro     |         | Raw                                             |     |     |
| WWE Raw Women's Championship                           | Alexa Bliss          |         | No Mercy 2017                                   |     |     |
|                                                        |                      |         |                                                 |     |     |
| SmackDown                                              |                      |         |                                                 |     |     |
| WWE World Championship                                 | AJ Style             |         | Smackdown Live                                  |     |     |
| WWE United States Championship…...........             | Bobby Roode.......   |         | Smackdown Live                                  |     |     |
| WWE Smackdown Tag Team Championship                    | The Usos             |         | Smackdown Live                                  |     |     |
| WWE Smackdown Women's Championship                     | Charlotte            |         | TLC 2017                                        |     |     |
| NXT                                                    |                      |         |                                                 |     |     |
| NXT Championship...................................... | Vacant               |         | NXT TakeOver: San Antonio                       |     |     |
| NXT Tag Team Championship......................        | Authors of Pain..... |         | NXT TakeOver: San Antonio                       |     |     |
| NXT Women's Championship                               | Asuka                |         | NXT TakeOver: Dallas                            |     |     |
| United Kingdom Championship                            | Tyler Bate           |         | United Kingdom Championship Tournament: Night 2 |     |     |